# Serie B 1935 (hockey su ghiaccio)
La stagione 1935 è stata la prima edizione del campionato italiano di hockey su ghiaccio cadetto, e ha visto campione l'Hockey Club Milano II.

## Partecipanti
Le squadre iscritte alla Serie B furono otto, provenienti da Lombardia, Piemonte, Trentino Alto-Adige e Veneto. Dopo diverse defezioni da parte di alcune squadre il torneo venne vinto dal Milano II che nella ripetizione della finale (la prima gara si concluse 1-1) superò i Diavoli Rossoneri Milano II, qualificandosi alla Serie A.

### Girone A
- Bardonecchia
- HC Torino
- HC Milano II
- Diavoli Rossoneri Milano II

### Girone B
- GS Dolomiti Cortina Hockey II
- Bolzano
- Ortisei
- SC Ritten-Renon

## Finale
Per aggiudicarsi la coppa FISI.
| Milano 1935 | Diavoli Rossoneri Milano II | 1 – 1 referto | HC Milano II | Palazzo del ghiaccio |

| Milano 1935 | HC Milano II | 2 – 0 referto | Diavoli Rossoneri Milano II | Palazzo del ghiaccio |

## Verdetti
| Serie B 1935 | Serie B 1935 |
| ------------ | ------------ |
| Serie B      | HC Milano II |